# Ioan Suru
Ioan Suru, né le 20 octobre 1927 à Turda en Roumanie et décédé le 30 novembre 1978 en Roumanie, était un footballeur international roumain, qui évoluait au poste d'attaquant. 
Il compte 12 sélections et 3 buts en équipe nationale entre 1950 et 1955.

## Biographie

### Carrière de joueur
Avec le club du Dinamo Bucarest, il remporte un championnat de Roumanie.
Avec cette même équipe, il joue 4 matchs en Coupe d'Europe des clubs champions, inscrivant un but face à l'équipe turque de Galatasaray.

### Carrière internationale
Ioan Suru compte 12 sélections et 3 buts avec l'équipe de Roumanie entre 1950 et 1955. 
Il est convoqué pour la première fois par le sélectionneur national Emerich Vogl pour un match amical contre l'Albanie le 8 octobre 1950, où il marque son premier but en sélection (victoire 6-0). Il reçoit sa dernière sélection le 9 octobre 1955 contre la Bulgarie (1-1).
Lors des Jeux olympiques d'été de 1952, il marque un but contre la Hongrie lors d'une défaite de 2-1. La Roumanie est éliminé au tour préliminaire de la compétition.

## Palmarès
- Avec le Dinamo Bucarest :
  - Champion de Roumanie en 1955